# Adam Grabowski (hrabia)
Adam Grabowski, właśc. Adam Jan Pius Wacław Goetzendorf-Grabowski herbu Zbiświcz (ur. 5 maja 1827 w Łukowie koło Obornik, zm. 11 grudnia 1899 w Brixen) – polski arystokrata, hrabia, w trakcie powstania styczniowego związany ze stronnictwem białych.
Brał udział w spisku, którego celem było przechwycenie kierownictwa nad powstaniem przez jego stronnictwo. 12 kwietnia 1863 zastrzelił w nierównym pojedynku Stefana Bobrowskiego, kierownika Tymczasowego Rządu Narodowego i faktycznego przywódcę powstania.

## Biografia

### Młodość
Urodził w 1827 w Łukowie koło Obornik w rodzinie arystokratycznej. Jego ojcem był Józef Goetzendorf-Grabowski, właściciel miejscowego majątku i dyrektor Ziemstwa Kredytowego w Poznaniu, dawny oficer napoleoński, a matką Klementyna z Wyganowskich herbu Łodzia. Miał troje rodzeństwa .
W latach 1846–1848 studiował prawo w Berlinie, a między 1848 a 1849 służył w armii pruskiej. W 1852 mianowany został podporucznikiem landwehry, a w 1854 królewskim kamerjunkrem. W 1853 zawarł związek małżeński z Jadwigą Lubomirską, córką księcia Konstantego Lubomirskiego. Miał z nią trzy córki . Ze względu na bankructwo ojca, początkowo mieszkał w białoruskich dobrach teścia, następnie wraz z rodziną przeniósł się do Warszawy  . Choć obracał się w kręgach arystokratycznych, nie cieszył się w tym środowisku dobrą opinią, z powodu długów. W tym okresie był przejściowo zatrudniony w Towarzystwie Żeglugi Parowej .

### Rola w powstaniu styczniowym
W przededniu powstania styczniowego zaangażował się po stronie stronnictwa białych . Był to obóz polityczny reprezentujący ziemiaństwo, burżuazję i inteligencję miejską. Głosili hasło niepodległości Polski, ale chcieli ją osiągnąć nie poprzez zbrojną walkę, ale dzięki pracy organicznej i negocjacjom z zaborcą, w przeciwieństwie do stronnictwa czerwonych, które dążyło do szybkiego wybuchu powstania.
Grabowski, jeszcze przed jego wybuchem, zapewne z ramienia białych podejmował działania mające na celu penetrację organizacji powstańczej kierowanej przez czerwonych – jesienią 1862 przekazał pewną sumę pieniędzy na rzecz tajnej drukarni grupy Janczewskiego, opozycyjnej wobec Komitetu Centralnego Narodowego  .
3 marca 1863, już po rozpoczęciu zrywu, wyjechał do Krakowa, jako jeden z agentów Leopolda Kronenberga, wpływowego bankiera i faktycznego lidera białych. Grabowski odegrał istotną rolę w spisku, którego celem było przejęcie kierownictwa nad powstaniem przez białych. Udając wysłannika Tymczasowego Rządu Narodowego, miał swój udział w mianowaniu dyktatorem powstania Mariana Langiewicza. W rzeczywistości TRN, na czele którego stał młody, 23-letni Stefan Bobrowski, nie planowało w tym okresie wyznaczać kolejnych dyktatorów (na miejsce Ludwika Mierosławskiego). Oprócz tego Grabowski, podając się za krewnego Bobrowskiego, zdefraudował pieniądze przeznaczone na zakup uzbrojenia dla powstańców  .
Wprowadzony w błąd Marian Langiewicz ogłosił się dyktatorem powstania. TRN z Bobrowskim na czele, nie chcąc dopuścić do ewentualnych walk między powstańcami, uznał władzę Langiewicza, chociaż zastrzegł sobie prawo podejmowania decyzji politycznych. Oddział Langiewicza został jednak szybko rozbity, a on sam zbiegł do zaboru austriackiego, gdzie został internowany .
Nim to nastąpiło, Bobrowski napisał list do Langiewicza, który przypadkiem trafił do rąk gen. Józefa Wysockiego, a w którym pisał o Adamie Grabowskim: „(...) jest to awanturnik najpospolitszy, o którym poważnemu politykowi nawet wstyd wspominać (...)” .
20 marca 1863 Bobrowski przybył do Krakowa, aby wyjaśnić sprawę dyktatury Langiewicza. Na miejscu spotkał się z Grabowskim . Ujawnił nieprawomocność jego działań, ten jednak usprawiedliwiał się poleceniami Leona Królikowskiego . Hrabia urażony sformułowaniem z listu do Langiewicza (który obiegł środowisko krakowskich białych), wyzwał Bobrowskiego na pojedynek. Bobrowski początkowo odmówił przyjęcia wezwania, wymawiając się sprawowanym przez siebie urzędem. Jednak zmienił zdanie pod wpływem decyzji sądu honorowego stwierdzającej, że hrabia ma prawo do pojedynku  , co było wymuszeniem tego starcia przez białych .
Pojedynek odbył się 12 kwietnia 1863 w Lesie Łaszczyńskim pod Rawiczem. Bobrowski, będąc krótkowidzem, nie miał szans w starciu z byłym pruskim oficerem. Zginął na miejscu trafiony kulą w serce  .
Śmierć Bobrowskiego uznano za wielką stratę dla powstania . W kręgu czerwonych powszechnie uważano, że nierówny pojedynek był morderstwem zaplanowanym przez białych . Julian Łukaszewski, jeden z działaczy stronnictwa czerwonych, pisał tymi słowami o pojedynku (Zabór pruski w czasie powstania styczniowego):
„Jeśli w ogóle zamazanie hańby lub obelgi w naszym stuleciu przez poranienie lub śmierć jest anachronizmem barbarzyńskim, to pojedynek w takich okolicznościach i z takim człowiekiem jak B. był po prostu – wyrafinowanym mordem. Nie cofam wyrazu, dodaj jeszcze, że nie tyle przeciwnik, co własny sekundant i przyjaciel B. (podający się potem za rzekomego przyjaciela B., przyp. red.) zasłużył wobec sądu historii i własnego nawet sumienia na wyrok wiekuistego potępienia. Cały ten wypadek tyle w sobie mieści potwornej zbrodni, że pióro wypada z drżącej ręki, a myśl ze wstrętem odwraca się od zagłębiania w tę ciemnię występku. O! biada narodowi, który obojętnie patrzy na swoich bohaterów i przewodników! po trzykroć biada tym, którzy przyczynili się do ich zgłady. Cześć pamięci Stefana B.! Gdy inni zginęli z rąk tłuszczy moskiewskiej – on jeden poniósł śmierć od własnych rodaków, i to wedle wszelkich form usankcjonowanych przez – dobrze i wysoko urodzonych” .

### Dalsze losy
Grabowski, obawiając się zemsty Czerwonych, uciekł do Wiednia. Został zatrzymany przez austriacką policję i internowany w Innsbrucku. W 1866 wstąpił na ochotnika do armii austriackiej i w stopniu podporucznika walczył w bitwie pod Sadową, w trakcie wojny prusko-austriackiej .
W 1878 zamieszkał w majątku Rachów na Lubelszczyźnie, gdzie kilka lat nadzorowała go policja. Najprawdopodobniej podejmował zabiegi w celu uzyskania w oczach społeczeństwa rehabilitacji za zabicie Bobrowskiego, bezskutecznie kontaktował się w tej sprawie z Tadeuszem Okszą Orzechowskim i Władysławem Platerem. Zmarł 11 grudnia 1899 w Brixen w Austrii .
Dwie spośród jego córek, Krystyna i Elżbieta, zostały zakonnicami, zaś trzecia, Maria, poślubiła księcia Hieronima Druckiego-Lubeckiego  (ich synem był Konstanty Drucki-Lubecki).